# Il bosco 1
Il bosco 1 è un film horror del 1988 diretto da Andrea Marfori. È stato distribuito in Italia dalla Eagle Pictures e dalla Troma in America.

## Trama
Dopo un cruento antefatto in cui una donna-mostro evira un amante, la storia inizia con due fidanzati, l'americana Cindy e Toni, che decidono di fare una gita sulle Alpi. Sulla strada soccorrono Arva, la donna del prologo che dice di essere stata aggredita da qualcosa di orrendo al cimitero. Toni va a controllare ma ha soltanto la sensazione di essere spiato da qualcosa d'invisibile. Dopo aver portato in paese Arva, i due conoscono uno scrittore di libri horror, alla cui sola vista la donna fugge. Lui racconta loro di strane leggende sul posto come quella dei riti satanici che praticavano i Cimbri, una popolazione che viveva isolata in quei boschi. Racconta anche una storia che ha inventato su loro due, in cui si uccideranno a vicenda. Nauseati i due riprendono il loro viaggio ma ai piedi delle montagne incontrano ancora lo scrittore che li avverte del pericolo dei luoghi. Più avanti essi incontrano Arva che giustifica la sua fuga definendo lo scrittore un uomo completamente pazzo che tutti in paese evitano. La ragazza offre loro di dormire in un fienile in mezzo al bosco. Arrivati sul posto, mentre Cindy è distratta, Arva offre della droga a Toni: lui la lascia cadere per sbaglio in uno strano liquido che gli schizza addosso. Verso sera inizia a sentirsi male e Cindy, furiosa, caccia via Arva. Uno zombie, che è il ragazzo ucciso per evirazione da Arva all'inizio del film, li aggredisce poco dopo. Dopo essere riusciti ad incatenarlo, Toni viene posseduto da una forza malefica che lo spinge a tentare di stuprare Cindy. Lei scappa terrorizzata. Il ragazzo si fa sedurre da Arva, che rivela la sua natura di strega. Viene salvato dall'intervento a sorpresa di Algeroon che però viene ucciso. Mentre scappa Toni viene raggiunto dallo zombie, il quale gli mozza le mani. Lui comunque riesce a raggiungere Cindy. I due si rifugiano nelle rovine vicino a una sorgente. Il mostro li raggiunge e decapita Tony. La ragazza fugge ma incontra lo scrittore, trasformato anch'esso in un essere malefico. Cindy si rifugia nel fienile dove trova una motosega, con la quale sventra lo scrittore. L'altro mostro sarà distrutto dalle luci dell'alba. Cindy fugge dal bosco mentre Arva, colpita a morte in uno scontro precedente, è pronta a risvegliarsi.

## Accoglienza
Il film, scritto e diretto da Andrea Marfori, venne realizzato con cast italiano ma girato in inglese. Fu inizialmente distribuito dalla Eagle Pictures. In Italia ottenne una proiezione nei cinema molto limitata, e subito dopo venne messo in commercio per l'home video. In America andò direttamente nel circuito direct-to-video e i diritti vennero acquistati dalla Troma che lo ha venduto e distribuito in tutto il mondo con il titolo di Evil Clutch. Da molti è ritenuto una versione italiana de La casa (Evil Dead) di Sam Raimi. Da Raimi il film trae ispirazione soprattutto per l'uso dinamico della steadycam.
Il film è considerato molto controverso ed ha ottenuto sempre recensioni estreme: in senso negativo o positivo. Ad esempio nel 1996 è stato definito nel dizionario Spaghetti Nightmares il peggior film horror italiano mai realizzato. Mentre La Tela Nera lo descrive come un film infarcito da un divertente gusto gore, ma da rivalutare per il coraggio di sperimentare un nuovo stile affrontando temi nient’affatto banali.
Inoltre la versione italiana risulta appesantita dal brutto doppiaggio italo-americano della protagonista. Il film è comunque diventato un trash cult che ha influenzato, nel bene e nel male, i cineasti indipendenti dei decenni a seguire.